# Riu subterrani

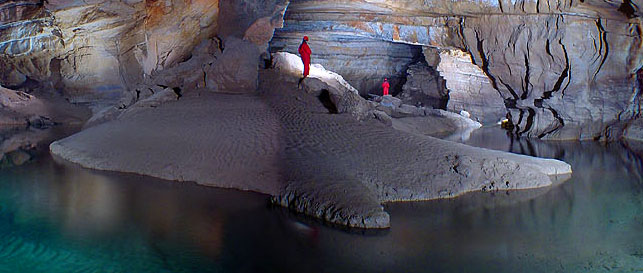
Riu subterrani a Eslovènia

Un riu subterrani és un riu que discorre totalment o parcial sota la supperfície del sòl on la llera del riu no es veu sobre la superfície de la Terra). En mitologia i literatura hi ha molts exemples de rius subterranis.
Els rius subterranis poden ser completament naturals fluint en sistemes de coves. En el relleu càrstic els rius poden desaparèixer en grans forats i continuar fluint per sota de la terra. En alguns casos tornen a emergir més endavant. En general un riu subterrani desapareix sota la terra perquè l'àcid carbònic ha dissolt la roca calcària.
Certs rius subterranisvan ser coberts dins del desenvolupament urbà.

## Rius subterranis als Països Catalans
- Coves de Sant Josep a la Vall d'Uixó
- Riu subterrani del Garraf: La Falconera o La Dolça
- Riu subterrani d'Estartit a Les Medes
- Cova de la Font Major Mallorca
- Cova de Cuberes Pallars

## Altres exemples de rius subterranis naturals

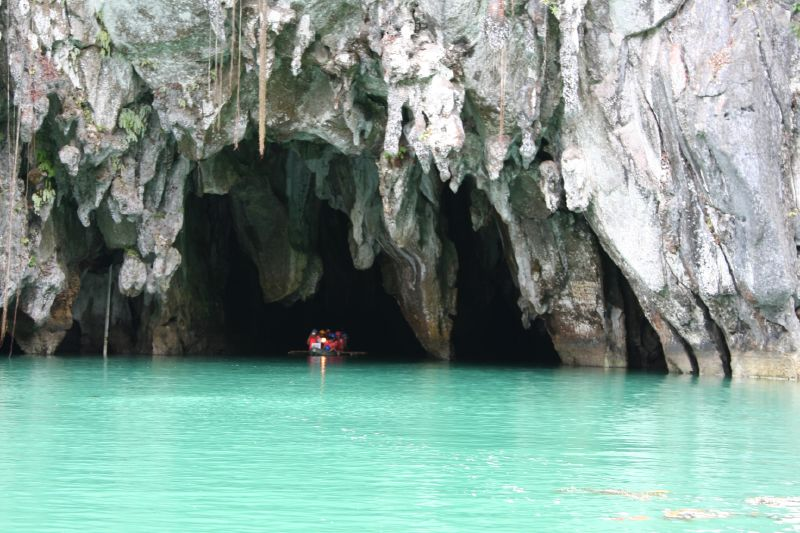
Puerto Princesa.

- Sistema de coves de Križna jama, Eslovènia amb 22 llacs subterranis
- Cancun
- Lost River als Apalatxes, els Estats Units
- El riu Mojave de Califòrnia
- Phong Nha-Ke Bang a Vietnam
- Puerto Princesa a l'illa de Palawan, Filipines
- Riu Santa Fe a Florida
- El Sistema Sac Actun a la península de Yucatan

Hi ha peixos com els Amblyopsidae i altres organismes adaptats a viure en rius i llacs subterranis.

## Exemples de rius subterranis artificials

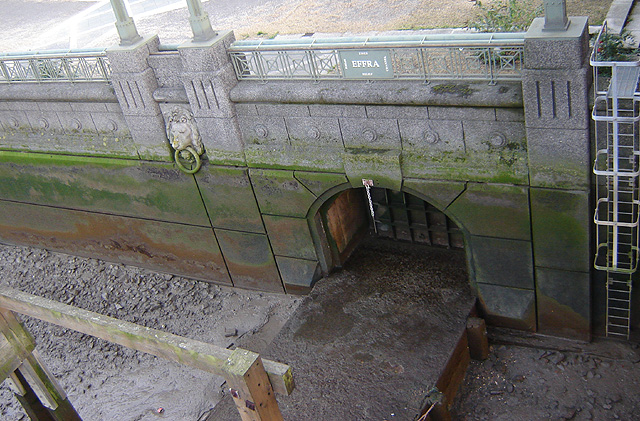
El riu Effra és subterrani a Londres.

Entre altres es troben:
- El Dommel als Països Baixos
- El Riu Fleet i altres a Londres
- El Rivulet Hobart a Tasmània
- El riu Neglinnaya, a Moscou
- El riu Bièvre a París

## En mitologia i literatura

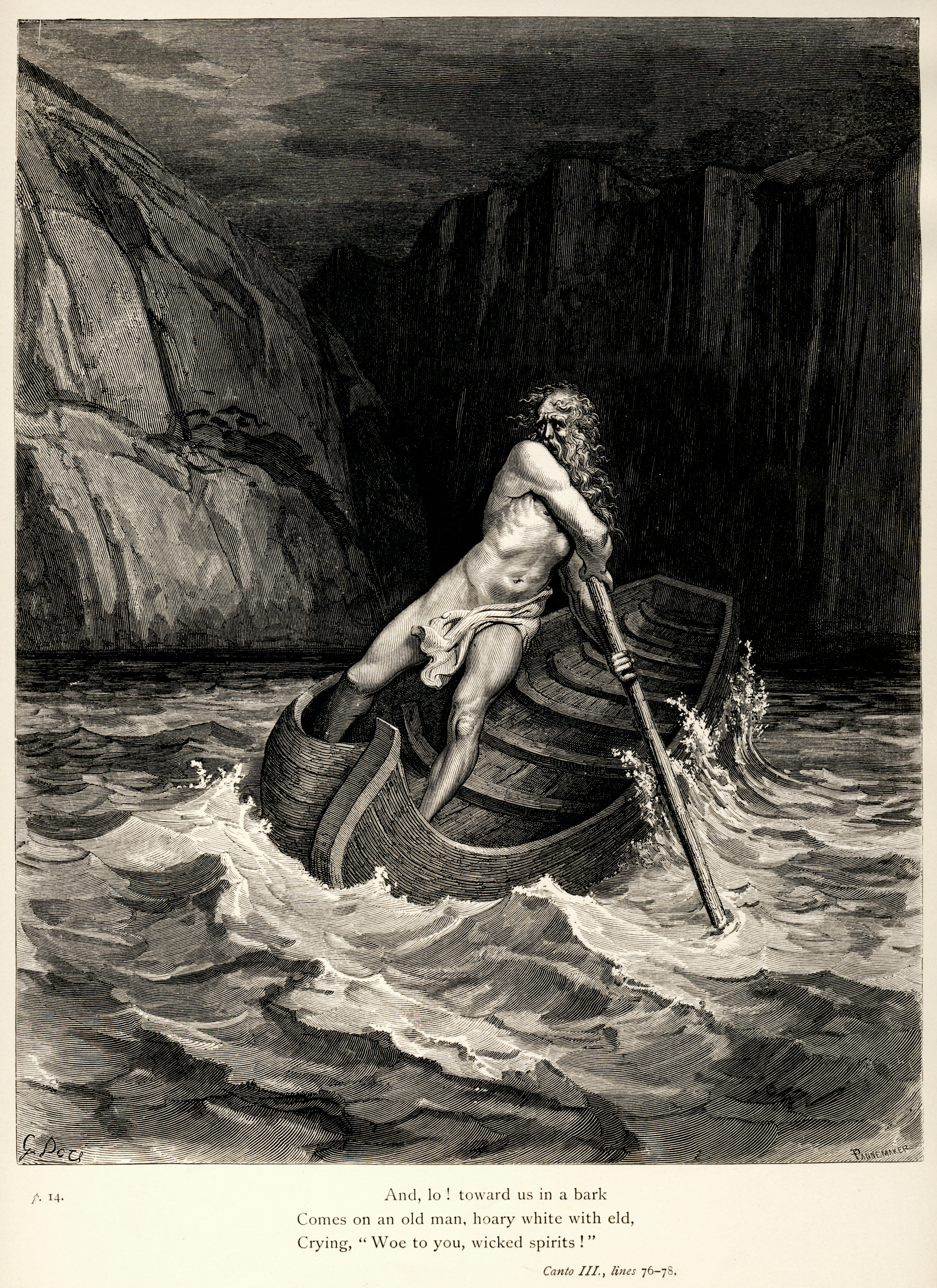
El riu infernal Caront segons Dante.

En la mitologia grega Styx, Flegeton, Acheron, Cocytus, i Lethe són rius subterranis. Dante Alighieri, en el seu Infern incloïa els rius Aqueront, Flegetont i Estigi.
Jules Verne en la seva novel·la Un viatge al centre de la Terra esmenta un riu subterrani.